# ZERO FIGHTERS
ZERO FIGHTERS（ゼロファイターズ）は、千葉県袖ケ浦市をホームタウンとして、日本社会人アメリカンフットボールリーグ（Xリーグ）2部に所属するアメリカンフットボールクラブである。2015年にリーグに加盟した。Xリーグへの新規加盟チームは7年ぶりとなる。

## 概要
代表者は元アサヒビールシルバースターの伊是名隼人。2014年12月に創部。結成に際しては、既存チームで中心となっている選手を「引き抜く」ことは避け、Xリーグ2部以下の在籍歴であったり、選手活動にブランクのある選手が中心となった。
2015年6月13日におこなわれた初試合（対クラブオックス川崎AFC）には48 - 8で勝利した。2015年シーズンは3勝1敗の成績であり、X2に昇格した。
2023年、千葉県袖ケ浦市とホームタウンパートナーシップ協定を結んだ。